# Chosrau IV.

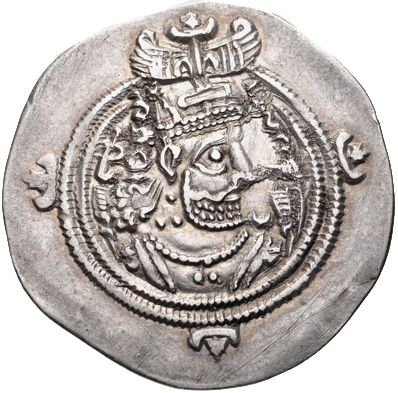
Bildnis von Chosrau IV.

Chosrau IV. war ein spätantiker persischer Großkönig, der etwa von 631 bis 633 regierte.
In den Jahren nach dem Tod Chosraus II. 628 herrschten im Sassanidenreich chaotische Zustände, bevor Yazdegerd III. die Lage wieder stabilisieren konnte: Kein Herrscher konnte sich länger als ein paar Monate halten, zwei Frauen – Töchter Chosraus – bestiegen für kurze Zeit den Thron und manche Herrscher regierten parallel zueinander in verschiedenen Teilen des Reiches. Von den meisten Königen (und Königinnen) dieser Zeit ist außer dem Namen nicht viel bekannt. Chosrau IV., aus dessen Regierungszeit auch Münzen erhalten sind, regierte vielleicht einige Zeit parallel mit Hormizd V.